# 프레드리크 모딘
얀 프레드리크 모딘(스웨덴어: Jan Fredrik Modin, 1974년 10월 8일~)은 스웨덴의 은퇴한 아이스하키 선수로, 현역 시절 포지션은 레프트윙이다. 내셔널 하키 리그(NHL)에서 14시즌 동안 토론토 메이플리프스, 탬파베이 라이트닝, 콜럼버스 블루재키츠, 로스앤젤레스 킹스, 애틀랜타 스래셔스, 캘거리 플레임스의 선수로 활동했다. 탬파베이 라이트닝 소속 시절인 2003-04 시즌에 스탠리컵 우승을 차지하였고, 스웨덴 대표팀 소속으로 2006년 동계 올림픽, 1998년 세계 선수권 대회에서 우승을 차지하여 트리플 골드 클럽에 가입했다.